# Fonsecahymen stigmata
Fonsecahymen stigmata – wymarły gatunek błonkówki z rodziny mrówkowatych, jedyny przedstawiciel rodzaju Fonsecahymen. 

## Historia odkrycia
Jego skamieniałości odkryto w 1999 lub 2000 roku w pobliżu miejscowości Fonseca w gminie Alvinópolis w Brazylii, w skałach formacji Fonseca datowanych na Oligocen. Gatunek znany jedynie z lokalizacji typowej.

## Taksonomia
Pierwszy człon nazwy rodzajowej pochodzi od nazwy miejscowości, w pobliżu której znaleziono ten gatunek, drugi zaś od słowa Hymenoptera – naukowego określenia błonkówek.
Nazwa gatunkowa nawiązuje do dobrze zachowanej pterostygmy przedniej pary skrzydeł.

## Budowa ciała
Głowa o długości równej 1,2 szerokości, jej przedni brzeg jest prosty, o szerokości mniejszej niż zaokrąglony tylny. Przedplecze eliptyczne, o długości wynoszącej 1,3 szerokości. Czułki o nieznanej liczbie segmentów, zachowane jedynie częściowo. Zachowany fragment przedniej pary skrzydeł ma 14 mm długości. Tylne skrzydła zachowane jedynie częściowo.

## Systematyka
Gatunek ten jest zbliżony morfologicznie do przedstawicieli rodzaju Oecophylla.